# Pteromalus amerinae
Pteromalus amerinae är en stekelart som beskrevs av Nils Samuel Swederus 1795. Pteromalus amerinae ingår i släktet Pteromalus och familjen puppglanssteklar.
Artens utbredningsområde är Sverige. Arten är reproducerande i Sverige. Inga underarter finns listade i Catalogue of Life.